# Inkinga carnosa
Inkinga carnosa is een slakkensoort uit de familie van de Horaiclavidae. De wetenschappelijke naam van de soort is voor het eerst geldig gepubliceerd in 2005 door Kilburn.